# C. C. Lee
Lee Chen-chang (né le 21 octobre 1986 à Penghu, Taïwan) est un lanceur de relève droitier des Ligues majeures de baseball. Il est présentement agent libre après trois saisons chez les Indians de Cleveland.

## Carrière

### International
Avec l'équipe de Taïwan, Lee remporte la médaille d'or en baseball aux Jeux asiatiques de 2006 à Doha, au Qatar.
Il participe au tournoi de baseball des Jeux olympiques d'été de 2008.

### Ligue majeure de baseball
C. C. Lee signe son premier contrat professionnel avec les Indians de Cleveland en 2008. Il fait ses débuts dans le baseball majeur avec ce club le 14 juillet 2013. Il devient le 9e Taïwanais à jouer dans les majeures.
Sa moyenne de points mérités s'élève à 4,50 en 47 matchs et 34 manches lancées en relève pour Cleveland de 2013 à 2015.